# 16740 Kipthorne
16740 Kipthorne è un asteroide della fascia principale. Scoperto nel 1996, presenta un'orbita caratterizzata da un semiasse maggiore pari a 2,2890586 UA e da un'eccentricità di 0,1457756, inclinata di 5,70358° rispetto all'eclittica.